# Kazushi Hagiwara
Kazushi Hagiwara (ur. 6 kwietnia 1963) – jeden z japońskich mangaków. 
Znany głównie jako twórca mangi Bastard!!. W późniejszym okresie stał się asystentem Izumi Matsumoto przy tworzeniu mangi Kimagure Orange Road. Zadebiutował w czasopiśmie Weekly Shonen Jump w 1987 roku. Wywarł również duży wpływ na Yoshihiro Togashi.